# Râul Sohodolul Tomeștilor
Râul Sohodolul Tomeștilor este un curs de apă, afluent al râului Sighiștel. 

## Hărți
- Harta Munții Bihor